# ضیاءالدین نقابت
سید ضیاءالدین نقابت (متولد ۱۲۸۲ در اهواز) وکیل دادگستری، قاضی و نماینده مجلس شورای ملی ایران بود. او اولین وکیلی است که کانون وکلای دادگستری مرکز برایش پروانه وکالت صادر کرده است.

## زندگی‌نامه
پدرش میرزا داود که شغل منبری داشت و به صدرالمتکلمین مشهور بود، او را برای تحصیل علوم قدیمه به حوزه علمیه فرستاد. وی مقدماتی از فقه و اصول را فرا گرفت و سپس وارد مدرسه حقوق تهران شد. سپس به خدمت قضا پرداخت. مدتی در مشهد بازپرس و دادیار بود تا به ریاست دادگاه در بیرجند ریاست عدلیه (دادگستری) قوچان رسید. پس از چندی به وزارت مالیه(دارایی) رفت و ریاست دیوان محاکمات مالیه را به عهده گرفت. 
نقابت بار دیگر به خدمت عدلیه بازگشت. مدت کوتاهی در تهران رئیس دادگاه جنحه و بعد به ریاست عدلیه خوزستان فرستاده شد. پس از آن از خدمت عدلیه بیرون آمد و به وکالت پرداخت.  در سال ۱۳۱۴ به نمایندگی از محمره (خرمشهر) به مجلس شورای ملی رفت (دوره دهم).
در همان آغاز نمایندگی او در مجلس، لایحه وکالت مطرح شد تا برای نخستین بار قانون مستقلی برای پیشه وکالت دادگستری در ایران وضع شود. در این لایحه در نظر گرفته شده بود که به استادان و دانشیاران حقوق جواز وکالت داده شود اما نقابت به مخالفت برخاست و مثال آورد که مثلا اگر کسی تاریخ حقوق درس بدهد، به این معنی نیست که اطلاعات کافی برای وکالت دادگستری دارد. در نتیجه تلاش او، این بند از لایحه حذف شد. 
نقابت کرسی نمایندگی را در چهار دوره بعد نیز حفظ کرد و در دوران نمایندگی با دختر علی اکبر ملک‌زاده آملی نماینده بابل و آمل ازدواج کرد و پشتوانه خود را محکم ساخت. در ماجرای نبرد بین سید ضیاءالدین طباطبایی و مصدق، به دفاع از سید ضیاء برخاست و خود را نماینده «تیپ ثالث» خواند که «جوانان تحصیل‌کرده و وطن‌پرست» اند و در پاسخ به اعتراض دکتر مصدق به اعتبارنامه سید ضیاء به ستایش از اقدامات سید ضیاء در عقد قرارداد مودت با شوروی، لغو کاپیتولاسیون پرداخت و گفت که ایرادهایی که مصدق به صلاحیت سید ضیاء برای نمایندگی می‌گیرد، در واقع تأیید کننده صلاحیت اوست. 
نقابت پس از پایان مجلس چهاردهم از نمایندگی کناره گرفت و بیشتر وقت خود را صرف حرفه وکالت دادگستری کرد  تا اینکه در دوره هجدهم بار دیگر نماینده خرمشهر و آبادان در مجلس شورای ملی شد.
پس از تشکیل کانون وکلای دادگستری، نخستین پروانه وکالت کانون به نام نقابت با شماره یک صادر شد. این پروانه برای وکالت در خلجستان قم بود. او با کمیسیون کارآموزی و اختبار کانون وکلای دادگستری مرکز همکاری مستمر داشت، در بیست و سومین کنگره اتحادیه بین‌المللی وکلای دادگستری در لندن از سی‌ام تیر تا سوم امرداد ۱۳۴۸ شرکت کرد و همچنین عضو هیئت دوازده نفره‌ای نمایندگان کانون وکلای دادگستری در بیست و چهارمین کنگره اتحادیه بین‌المللی وکلای دادگستری در پاریس بود که از چهارم تا نهم امرداد ۱۳۵۰ برگزار شد.
نقابت کتاب سه جلدی مطالعات نظری و عملی در حقوق جزا نوشته پروفسور گارو را ترجمه کرد. همچنین از او مقالات متعدد در مجله کانون وکلا به چاپ رسید.

## درگذشت
نقابت در سال ۱۳۵۱ در هنگام رانندگی در مسیر بازگشت از چالوس به تهران گرفتار بهمن شد و اتومبیل وی در زیر بهمن سنگینی مدفون گردید. خانواده نقابت که به همراه وی در اتومبیل بودند نجات یافتند؛ اما او وحشت کرد و در دم جان سپرد.
پس از درگذشت نقابت، در اولین مراسم تحلیف کارآموزان وکالت به احترام او که در امر اختبار کارآموزان آن دوره سعی و اهتمام به خرج داده بود، یک دقیقه سکوت اعلام شد. نقابت که از پیش از نمایندگی مجلس به وکالت دادگستری مشغول بود، از ثروتمندان درجه اول به حساب می‌آمد. بنا بر وصیت او، ورثه‌اش کتابخانه وی را که مشتمل بر ۸۲۲ جلد کتاب می‌شد به کتابخانه کانون وکلای دادگستری مرکز اهدا کردند. 